# شونا ایم شوارتزوالد
شهر شونا ایم شوارتزوالد (به آلمانی: Schönau im Schwarzwald) در ایالت بادنوورتمبرگ در کشور آلمان واقع شده‌است.